# Kay Johnson
Catherine Townsend Johnson (Mount Vernon, Nueva York, 29 de noviembre de 1904–Waterford, Connecticut, 17 de noviembre de 1975), más conocida como Kay Johnson, fue una actriz de cine y teatro estadounidense.

## Primeros años
Su verdadero nombre era Catherine Townsend Johnson, y nació en Mount Vernon (Nueva York). Su padre era el arquitecto Thomas R. Johnson, diseñador  de varios notables edificios de la ciudad de Nueva York, entre los cuales se incluyen el Edificio Woolworth, la New York Customs House, así como edificios de bibliotecas. Kay Johnson decidió hacerse actriz tras dejar el internado en Ohio, permitiéndole su madre a regañadientes que estudiara en la American Academy of Dramatic Arts.

## Actriz teatral
Su primer papel protagonista como actriz teatral tuvo lugar en una obra titulada Beggar on Horseback, y su primer papel en el medio lo interpretó en una producción de la pieza de Karel Čapek R.U.R. (Robots Universales de Rossum), representada en Chicago. Tras actuar en The Little Accident en Providence (Rhode Island), Johnson se mudó a California, siendo acompañada por su futuro marido, John Cromwell, que trabajaba como director en Hollywood. La pareja se casó en octubre de 1928.

## Carrera cinematográfica
Kay Johnson firmó un contrato con la productora Metro-Goldwyn-Mayer tras actuar en The Silver Cord, obra teatral representada en el Teatro Repertory de Los Ángeles, California, y producida por Simeon Gest. Su debut cinematográfico tuvo lugar con la película Dinamita (Dynamite, 1929), escrita por Jeanie Macpherson, en la que compartía reparto con Charles Bickford y Conrad Nagel.  
Posteriormente trabajó en A bordo del ‘Shangai’ (The Ship From Shanghai, 1930), This Mad World (1930),  Billy the Kid (1930), Oro y sangre (The Spoilers, 1930 —con Gary Cooper y Betty Compson—), el film de Cecil B. DeMille Madame Satan (1930), Trece mujeres (Thirteen Women, 1932), Cautivo del deseo (con Leslie Howard y Bette Davis), La llamada de la selva (The Call of the Wild, 1935 —con Clark Gable y Loretta Young—) y Las aventuras de Mark Twain (The Adventures of Mark Twain, 1944). Además, fue elegida para trabajar junto a Warner Baxter en Hombres peligrosos (1930), una adaptación para la pantalla llevada a cabo por 20th Century Fox de Such Men Are Dangerous, obra de Elinor Glyn. 
La carrera cinematográfica de Johnson se prolongó hasta 1954, año en el que hizo su última actuación para el cine, en concreto en el film británico Jivaro, también conocido por el título de Lost Treasure of the Amazon.

## Vida personal
Johnson estuvo casada con el actor, director y productor cinematográfico estadounidense John Cromwell desde 1928 hasta 1946, año en el que la pareja se divorció. Tuvieron dos hijos, uno de ellos el actor James Cromwell. 
Kay Johnson falleció en 1975 en Waterford (Connecticut) por causas no confirmadas. Tenía 70 años de edad. 